# Gliceraldehid
Gliceraldehid je trioza monosaharid sa hemijskom formulom 363. On je najjednostavniji molekul iz grupe aldoza. To je slatka bezbojna kristalna čvrsta materija koja je intermedijarno jedinjenje u ugljeno hidratnom metabolizmu. Naziv potiče od kombinacije glicerina i aldehida, jer je gliceraldehid glicerin sa jednom hidroksimetilenskom grupom zamenjenom za aldehid.

## Struktura
Gliceraldehid sadrži hiralni centar i stoga postoji kao dva različita enantiomera sa suprotnom optičkom rotacijom:
- od lat.  sa značenjem desno, ili
- od lat.  sa značenjem levo

|                     | -gliceraldehid ()-gliceraldehid (+)-gliceraldehid | -gliceraldehid ()-gliceraldehid (−)-gliceraldehid |
| Fišerova projekcija | D-glyceraldehyde                                  | L-glyceraldehyde                                  |
| Skeletalna formula  | D-glyceraldehyde                                  | L-glyceraldehyde                                  |
| Molekulski model    | D-glyceraldehyde                                  | L-glyceraldehyde                                  |